# ぱらいそ
ぱらいそは、ゲームブランドである。

## 概要
2012年5月25日に処女作となる四畳半プリンセスを発売。2013年5月31日に御伽話は闇の中を発売。1作目は純愛ラブコメディだったが、2作目は作風が変わり、ノスタルジックホラー×百合×徹底触手凌辱ADVになった。2016年5月現在活動は確認されていない。

## 作品一覧
- 2012年5月25日 - 四畳半プリンセス
- 2013年5月31日 - 御伽話は闇の中